# Brian McKeever
Pour les articles homonymes, voir McKeever.
Brian McKeever, né le 18 juin 1979, est un biathlète et fondeur handisport canadien. En 2018, il devient le sportif canadien le plus médaillé des Jeux paralympiques.

## Biographie
Brian McKeever est né le 18 juin 1979 à Calgary au Canada.
Il commence à skier à l'âge de 3 ans. Âgé de 19 ans, McKeever est diagnostiqué avec la maladie de Stargardt. 
En 2018, Brian McKeever est le porte drapeau de la délégation canadienne aux Jeux paralympiques d'hiver.
Il remporte une médaille d'or au 20 km style libre malvoyant. Il devient l'athlète canadien le plus médaillé des Jeux paralympiques.

## Palmarès

### Jeux paralympiques
Brian McKeever est le paralympien canadien le plus titré aux Jeux d'hiver avec une récolte de 20 médailles. Il compte seize médailles d'or, deux d'argent et deux de bronze. Le paralympien a participé à six éditions des Jeux paralympiques.
Biathlon
| Épreuve / Édition | 7,5 km |
| ----------------- | ------ |
| JP 2006 Turin     | Bronze |

#### Ski de fond
| Épreuve / Édition      | 1,5 km sprint | 5 km libre | 10 km libre | 20 km classique |
| ---------------------- | ------------- | ---------- | ----------- | --------------- |
| JP 2002 Salt Lake City | -             | Or         | Or          | Argent          |
| JP 2006 Turin          | -             | Or         | Or          | Argent          |
| JP 2010 Vancouver      | Or            | -          | Or          | Or              |
| JP 2014 Sotchi         | Or            | -          | Or          | Or              |
| JP 2018 Pyeongchang    | Or            | -          | Or          | Or              |
| JP 2022 Pékin          | Or            | -          | Or          | Or              |

#### Relais (4 × 2,5 km)
| Épreuve / Édition   | Relais mixte | Relais ouvert |
| ------------------- | ------------ | ------------- |
| JP 2018 Pyeongchang | -            | Bronze        |